# جیمز مک‌نالتی
جیمز مک‌نالتی (انگلیسی: James McNulty؛ زادهٔ ۱۳ فوریهٔ ۱۹۸۵) بازیکن فوتبال اهل بریتانیا است.
از باشگاه‌هایی که در آن بازی کرده‌است می‌توان به باشگاه فوتبال رکسهام، باشگاه فوتبال ترانمره راورز، باشگاه فوتبال اورتون، باشگاه فوتبال اسکانتورپ یونایتد، باشگاه فوتبال لیورپول، باشگاه فوتبال مکلسفیلد تاون، باشگاه فوتبال استوک‌پورت کانتی، باشگاه فوتبال برایتون اند هوو آلبیون، باشگاه فوتبال بارنزلی، باشگاه فوتبال بری، و باشگاه فوتبال روچدیل اشاره کرد.
وی همچنین در تیم‌های ملی فوتبال زیر ۱۷ و ۱۹ سال اسکاتلند بازی کرده‌است.